# Germany 12 Points (2022)
Unter dem Titel Germany 12 Points fand am 4. März 2022 die deutsche Vorentscheidung für den Eurovision Song Contest 2022 in Turin (Italien) statt. Malik Harris ging als Gewinner hervor und belegte im Mai 2022 in Turin mit dem Song Rockstars den letzten Platz. 

## Format

### Konzept
Am 3. November 2021 gab der NDR bekannt, dass 2022 wieder eine nationale Vorentscheidung unter dem Titel Unser Lied für Turin stattfinden soll. Es sollen drei bis sieben Teilnehmer an der Vorentscheidung teilnehmen. Am 18. Januar 2022 verkündete der NDR, dass die Sendung Germany 12 Points heißen und vermutlich sechs Teilnehmer umfassen werde.
Ab dem 28. Februar 2022 konnte online abgestimmt werden, am 4. März 2022 per Telefon, SMS und Onlineabstimmung über die Radiosender und am Abend während der Fernsehshow. Für die Onlineabstimmung wurde unter vote.eurovision.de eine Seite geschaltet, die in Kennungen der Radiosender unterteilt war.

### Beitragswahl
Vom 4. November 2021 bis 30. November 2021 konnten Interessierte Beiträge beim NDR einreichen. Danach wählte der NDR in Kooperation mit den Popwellen der ARD (Antenne Brandenburg, Bayern 3, Bremen Vier, hr3, MDR Jump, NDR 2, SR 1, SWR3, WDR 2) sechs Beiträge aus. Es wurden insgesamt 944 Beiträge eingereicht, von denen 26 Beiträge in eine engere Auswahl kamen. Als auswählende Jury fungierten:
- Alexandra Wolfslast (Head of Delegation Deutschland)
- Gregor Friedel (SWR3)
- Holger Lachmann (Antenne Brandenburg)
- Andreas Löffler (WDR 2)
- Meike Nett (NDR 2)
- Alexander Schmitz (MDR Jump)
- Edi van Beek (Bayern 3)

### Ausstrahlung
Ursprünglich war lediglich eine Ausstrahlung in den dritten Programmen der ARD sowie beim Gemeinschaftssender one geplant, wobei die Vorentscheidung um 20:15 Uhr starten sollte. Durch den Ukraine-Krieg kam es zu einer Programmänderung, sodass die Vorentscheidung erst um 21:00 Uhr und neben den genannten Programmen auch im Ersten gezeigt wurde.

## Teilnehmer
Die sechs Teilnehmer und ihre Beiträge wurden am 10. Februar in einer Pressekonferenz vorgestellt, die per Livestream übertragen und von Alina Stiegler moderiert wurde.
Zurückkehrende Teilnehmer:
- 2017: Felicia Lu

## Finale
Die Startreihenfolge für die Vorentscheidung wurde am 23. Februar 2022 während der Sendung Live nach neun durch die Moderatorin Alina Stiegler und den Moderator Peter Großmann gezogen.
| Platz | Startnr. | Interpret                   | Lied Musik (M) und Text (T) | Sprache           | Übersetzung (inoffiziell) | Punkte        | Punkte    | Punkte |
| Platz | Startnr. | Interpret                   | Lied Musik (M) und Text (T) | Sprache           | Übersetzung (inoffiziell) | Online-Voting | Zuschauer | Gesamt |
| ----- | -------- | --------------------------- | --- | ----------------- | ------------------------- | ------------- | --------- | ------ |
| 1.    | 1        | Malik Harris                | Rockstars M/T: Malik Harris, Marianne Kobylka, Robin Karow | Englisch          | Rockstars                 | 90            | 118       | 208    |
| 2.    | 2        | Maël & Jonas                | I Swear to God M/T: Jonas Brochhausen, Maël Brunner | Englisch          | Ich schwöre bei Gott      | 106           | 79        | 185    |
| 3.    | 6        | Nico Suave feat. Team Liebe | Hallo Welt M: Toni Mudrack, Nico Suave, Dominik Köhl, Joshua Stolten, Volker Neumüller; T: Toni Mudrack, Jan Dettwyler, Nico Suave, Buket Kocatas, Niklas Esterle, Volker Neumüller | Deutsch, Englisch | –                         | 63            | 94        | 157    |
| 4.    | 5        | Felicia Lu                  | Anxiety M/T: Felicia Lu, Daniel Weisz | Englisch          | Angst                     | 74            | 65        | 139    |
| 5.    | 3        | Eros Atomus                 | Alive M/T: Eros Atomus, Marcel Zürcher, Eike Freese | Englisch          | Lebendig                  | 53            | 70        | 123    |
| 6.    | 4        | Emily Roberts               | Soap M/T: Emily Roberts, Andreas Öhrn, Didrik Thott, Simon Wangemann | Englisch          | Seife                     | 46            | 7         | 53     |

Die Stimmen des Online-Votings wurden nach Regionen geteilt im Douze-Points-Punkteschema verlesen. Als Punktesprecher der Regionen dienten Moderatoren und Moderatorinnen der jeweiligen ARD-Popwelle.
| Radiosender         | Punktesprecher                          | Anmerkungen                                                                                     |
| ------------------- | --------------------------------------- | ----------------------------------------------------------------------------------------------- |
| Antenne Brandenburg | Marcus Asmus, Anneli Rienecker          |                                                                                                 |
| Bayern 3            | Katja Wunderlich                        |                                                                                                 |
| Bremen Vier         | Malte Janssen                           |                                                                                                 |
| hr3                 | Tobias Kämmerer                         |                                                                                                 |
| MDR Jump            | Sarah von Neuburg, Lars-Christian Karde | Karde: MDR Jump-Punktesprecher bei Unser Song für Malmö (2013)                                  |
| NDR 2               | Elke Wiswedel, Jens Mahrhold            |                                                                                                 |
| SR 1 Deine Eins     | Daniel Simarro                          |                                                                                                 |
| SWR3                | Constantin Zöller                       | Teil der deutschen ESC-Jury 2021, deutscher Kommentator des Junior Eurovision Song Contest 2021 |
| WDR 2               | Jan Malte Andresen                      |                                                                                                 |

## Weitere Einreichungen
Die folgenden Interpreten hatten sich im Vorfeld ebenfalls dazu geäußert, dass sie einen Beitrag beim NDR eingereicht haben, wurden jedoch nicht als Teilnehmer ausgewählt:
- Daniel Schuhmacher[12]
- Doc Brock[13]
- Electric Callboy[14]
- Ikke Hüftgold[14]
- Janina Bey
- LEOPOLD
- Linda Teodosiu
- Marie Reim
- Nico Hurrle
- Nina Queer & DJ Divinity
- Planschemalöör[15]

## ESC vor acht

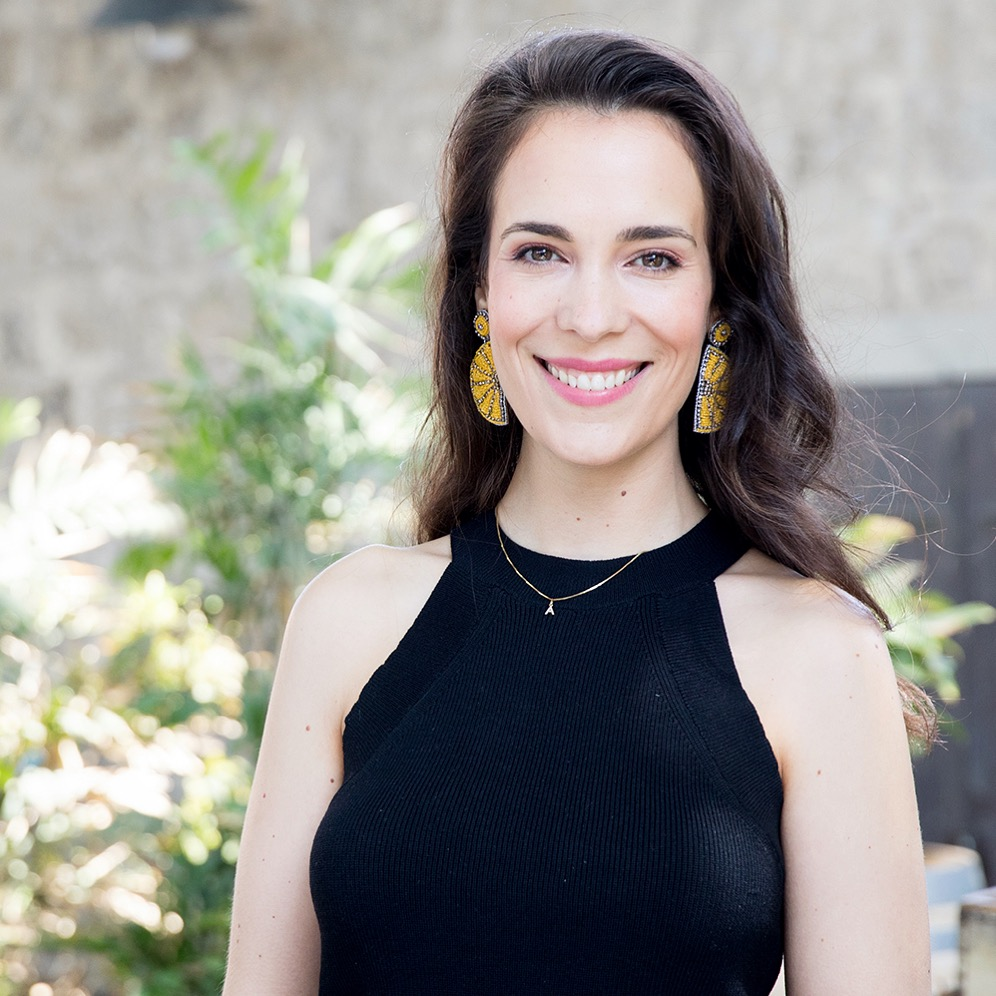
Teil des Auslose-Teams der Startreihenfolge und Moderation der Pressekonferenz sowie von ESC vor acht: Alina Stiegler

Im Rahmen der Bekanntmachung der deutschen Vorentscheidung wurde die Sendung Wissen vor acht ab dem 21. Februar 2022 kurzzeitig durch das Format ESC vor acht ersetzt. In diesem rund dreiminütigen Format wurden die einzelnen Teilnehmer vorgestellt. Das im Ersten gezeigte Format präsentierte ebenfalls Alina Stiegler. Folgende Folgen wurden ausgestrahlt:
| Nr. | Titel                                           | Gast                        | Erstausstrahlung |
| --- | ----------------------------------------------- | --------------------------- | ---------------- |
| 1   | Hit-Faktoren des ESC                            | Malik Harris                | 21. Februar 2022 |
| 2   | ESC-Wiederholungstäter                          | Felicia Lu                  | 22. Februar 2022 |
| 3   | Die Frage des Alters beim ESC                   | Eros Atomus                 | 23. Februar 2022 |
| 4   | Die Show der Rekorde                            | Jane Comerford              | 25. Februar 2022 |
| 5   | Der Barbara-Dex-Award                           | Maël & Jonas                | 28. Februar 2022 |
| 6   | Deutsche Texte                                  | Nico Suave feat. Team Liebe | 28. Februar 2022 |
| 7   | Regelkunde                                      | Emily Roberts               | 02. März 2022    |
| 8   | Die sechs Vorentscheid-Acts im Schnelldurchlauf |                             | 03. März 2022    |

## Kritik
Nach Bekanntgabe der sechs Teilnehmer entzündete sich ein Shitstorm in den sozialen Medien. Bemängelt wurde fehlende Vielfalt bei den ausgewählten Songs. So können die Beiträge überwiegend dem musikalischen Genre Pop zugeordnet werden und weisen lediglich teilweise geringe Rock- oder Rap-Anteile auf. Auch wurden die Beiträge nach der Bekanntgabe wiederholt als besonders radiotauglich bezeichnet.
Besonders die Nicht-Nominierung der Metalcore-Band Electric Callboy, die bereits mehrere Top-10-Alben herausgebracht hat und auch Konzerte im europäischen Ausland spielt, sorgte bei Fans des Contests und der Band für Unverständnis. Aufgrund dessen wurde in der Folge eine Petition zur Nachnominierung der Band gestartet. Die Band selbst nahm das Ausscheiden humorvoll und veröffentlichte ein Video, das die Absage durch den NDR persifliert. Mit den Initiatoren der Petition führten die Verantwortlichen beim NDR ein Gespräch, ein Gesprächsangebot erhielten auch die beiden deutschen ESC-Fanclubs. Dies führte beim NDR nicht zu einer abweichenden Entscheidung.
Ebenso kritisierte der Schlagersänger Ikke Hüftgold nach seiner Nicht-Nominierung, dass der Auswahlprozess nicht für die versprochene Vielfalt gesorgt habe.
Weitere Kritik gab es an Nico Suave, weil er 2015 eine Solidaritätsbekundung für Xavier Naidoo unterschrieben und mit ihm im Anschluss weiter zusammengearbeitet hatte, nachdem es wiederholt zu Kritik an dessen politischen Aussagen gekommen war. Diese Kritik hatte damals auch zum Ausschluss von Xavier Naidoo als Vertreter für Deutschland am Eurovision Song Contest 2016 geführt.